# آدام هانسن
آدام هانسن (اسپانیایی: Adam Hansen‎؛ زادهٔ ۱۱ مهٔ ۱۹۸۱) دوچرخه‌سوار اهل استرالیا است.
از باشگاه‌هایی که در آن رکاب زده‌است می‌توان به تیم لوتو–سودال و اچ‌تی‌سی-هایرود اشاره کرد.